# 호세 로하스 (축구 선수)
호세 마누엘 로하스 바아몬데스 (José Manuel Rojas Bahamondes, 1983년 6월 23일, 탈라간테 ~)는 페페 (Pepe)라는 별칭을 가진 칠레의 축구 수비수로, 현재 쿠리코 유니도 소속이다.

## 클럽 경력
로하스는 2006년에 잠깐 아르헨티나의 인데펜디엔테에서 활약한 것을 제외하고 현역 시절을 우니베르시다드 데 칠레에서 보냈다. 그는 우니베르시다드 데 칠레에서 아페르투라 2004, 아페르투라 2009, 2011 아페르투라 및 클라우수라, 총 4차례 리그 우승을 경험하였다. 2011년 시즌, 미겔 핀토가 클럽을 떠나자, 그는 팀 동료들에 의해 주장으로 추대되었다. 2011년, 그는 산티아고에서 열린 코파 수다메리카나 우승으로 이끌며 클럽 역사상 최초의 국제대회 타이틀을 가져다 주었다.

## 국가대표팀 경력
2007년 5월 9일, 그는 쿠바와의 친선전에서 칠레 국가대표팀 데뷔전을 치르었고, 이 경기에서 득점을 기록하였다.

### 국가대표팀 득점 기록
| 골 | 날짜            | 경기장                                    | 상대 | 점수 | 결과 | 대회     |
| -- | --------------- | ----------------------------------------- | ---- | ---- | ---- | -------- |
| 1  | 2009년 8월 12일 | 에스타디오 루벤 마르코스 페랄타, 오소르노 | 쿠바 | 2-0  | 3-0  | 친선경기 |